# TT146
La tombe thébaine TT 146 est située à Dra Abou el-Naga, dans la nécropole thébaine, sur la rive ouest du Nil, face à Louxor en Égypte.
C'est la sépulture de Nebamon (Nb(.j)-Jmn), surveillant du grenier d'Amon, compteur de grains, datant du règne de Thoutmôsis III (XVIIIe dynastie).